# Aktionsrat Bildung
Der Aktionsrat Bildung ist ein 2005 von der Vereinigung der Bayerischen Wirtschaft ins Leben gerufenes  Expertengremium, das „den Stand des deutschen Bildungssystems zu analysieren und zu bewerten, sowie Vorschläge für die Politik zu erarbeiten“ sucht. Vorsitzender des Aktionsrates ist derzeit Dieter Lenzen, der frühere Präsident der Universität Hamburg. Neben ihm sind weitere namhafte Pädagogen und Sozialwissenschaftler im zentralen Ausschuss vertreten.
Zugleich fungiert der Aktionsrat Bildung als Kurator des Medienpreises Bildung.

## Organisation
Mitglieder des Expertengremiums sind die Professoren
- Dieter Lenzen (Vorsitz)
- Yvonne Anders (seit 2020)
- Bettina Hannover (seit 2008)
- Monika Jungbauer-Gans (seit 2021)
- Nele McElvany (seit 2017)
- Tina Seidel (seit 2015)
- Rudolf Tippelt (seit 2011)
- Karl Wilbers (seit 2020)
- Ludger Wößmann

Ehemalige Mitglieder
- Olaf Köller (2015–2021)

## Gutachten
- Bildung und berufliche Souveränität. Abgerufen am 16. Mai 2023. (2023)
- Bildung und Resilienz. Abgerufen am 16. Mai 2023. (2022)
- Führung, Leitung, Governance: Verantwortung im Bildungssystem (2021)
- Nachhaltigkeit im Bildungswesen: was jetzt getan werden muss (2021)
- Bildung zu demokratischer Kompetenz (2020)
- Region und Bildung. Mythos Stadt - Land (2019)
- Digitale Souveränität und Bildung (2018)
- Bildung 2030 - veränderte Welt. Fragen an die Bildungspolitik (2017)
- Integration durch Bildung. Migranten und Flüchtlinge in Deutschland (2016)
- Bildung. Mehr als Fachlichkeit (2015)
- Burnout im Bildungssystem - Prävention und Intervention in den Ländern. Eine Zwischenbilanz (2014)
- Psychische Belastungen und Burnout beim Bildungspersonal (2014)
- Zwischenbilanz Ganztagsgrundschulen: Betreuung oder Rhythmisierung? (2013)
- Qualitätssicherung an Hochschulen: von der Akkreditierung zur Auditierung (2013)
- Internationalisierung der Hochschulen (2012)
- Professionalisierung in der Frühpädagogik (2012)
- Gemeinsames Kernabitur (2011)
- Bildungsreform 2000 – 2010 – 2020 (2011)
- Bildungsautonomie (2010)
- Geschlechterdifferenzen (2009)
- Bildungschancen und -risiken im Globalisierungsprozess (2008)
- Bildungsgerechtigkeit (2007)

## Medienpreis Bildung
Von 2006 bis 2010 hat der Aktionsrat Bildung den mit 10.000 Euro dotierten Medienpreis Bildung vergeben. Mit diesem Preis wurden deutschsprachige journalistische Arbeiten in den Bereichen Print, Hörfunk und Fernsehen ausgezeichnet. 

### Preisträger
- 2006: Die Zeit
- 2007: Deutschlandradio
- 2008: Spiegel online
- 2009: BR-alpha
- 2010: Deutscher Bildungsserver